# قانون الهجرة وحماية اللاجئين (كندا)
قانون الهجرة وحماية اللاجئين (بالإنجليزية: Immigration and Refugee Protection Act)‏، (بالفرنسية: Loi sur l'immigration et la protection des réfugiés)‏ هو قانون أصدره برلمان كندا عام 2002 ينظم فيه عمليات الهجرة إلى كندا. وبشكل عام، يحدد القانون الأطر العامة التي تفصل الأهداف والمبادئ التوجيهية التي وضعتها الحكومة بالنسبة لشؤون هجرة الاجانب للبلاد. كما يتضمن القواعد التي يجب اتباعها في تطبيق القانون.